# わたしが子どもだったころ (テレビ番組)
『わたしが子どもだったころ』（わたしがこどもだったころ）は、NHKデジタル衛星ハイビジョン（BShi）が2007年1月10日から2010年3月3日まで放送した人物ドキュメンタリーテレビ番組である。全98回。

## 概要
毎週各界の著名人が少年・少女時代の思い出を自ら語りつつ、それを基にした再現ドラマを展開する。外部のプロダクションとNHKエンタープライズが共同製作し、外部プロダクションのクリエイターがディレクターを担当する。シリーズ化される前にトライアル番組として脚本家の大石静が取り上げられた。トライアル及びシリーズ第１回のディレクターは熊坂出。
2008年度からはNHK総合テレビジョンでアンコール放送する。2010年3月で新作の放送は終了し、同4月からは3回のアンコール放送のみを行った。

## 放送日時
2010年度
BShiで「わたしが子どもだったころセレクション」として放送する。本放送は毎週土曜8時 - 8時45分、再放送は毎週水曜14時 - 14時45分。
NHK総合で、アンコール放送を毎週日曜の10時50分 - 11時35分。
2009年度
BShiで、本放送を毎週水曜の22時 - 22時45分、再放送は同週金曜 12時 - 12時45分、翌週日曜 8時 - 8時45分。NHK総合で、アンコール放送を毎週月曜（日曜深夜）の0時10分 - 0時54分。関西地方では『上方演芸ホール』に差し替えられるため、主に『かんさいミッドナイトセレクション』が放送される土曜深夜に随時放送する。

## 放送リスト
NHK総合での放送日は関西地方以外。
| 回数                  | BS hiでの初放送日 | NHK総合での放送日 | 人物                       |
| --------------------- | ----------------- | ----------------- | -------------------------- |
| 第1回                 | 2007年1月10日     | 2008年4月7日      | 荒木経惟                   |
| 第2回                 | 2007年1月17日     |                   | 斉藤由貴                   |
| 第3回                 | 2007年1月24日     | 2008年5月12日     | 坂口憲二                   |
| 第4回                 | 2007年1月31日     |                   | 山本容子                   |
| 第5回                 | 2007年2月7日      | 2009年1月19日     | 小池栄子                   |
| 第6回                 | 2007年2月14日     | 2008年9月29日     | 中川家                     |
| 第7回                 | 2007年2月21日     |                   | 唐十郎                     |
| 第8回                 | 2007年3月14日     | 2008年5月26日     | 野村克也                   |
| 第9回                 | 2007年3月21日     |                   | 谷川俊太郎                 |
| 第10回                | 2007年4月4日      | 2009年2月23日     | 上條さなえ                 |
| 第11回                | 2007年4月11日     | 2008年7月14日     | さいとう・たかを           |
| 第12回                | 2007年4月18日     |                   | 松尾スズキ                 |
| 第13回                | 2007年5月9日      |                   | 小池昌代                   |
| 第14回                | 2007年5月16日     | 2008年7月21日     | 桂歌丸                     |
| 第15回                | 2007年5月23日     | 2008年11月17日    | みうらじゅん               |
| 第16回                | 2007年6月6日      | 2008年10月20日    | KABA.ちゃん                |
| 第17回                | 2007年6月13日     | 2008年6月30日     | 養老孟司                   |
| 第18回                | 2007年7月11日     | 2008年6月9日      | サンプラザ中野             |
| 第19回                | 2007年7月18日     | 2008年9月8日      | 蛭子能収                   |
| 第20回                | 2007年7月25日     | 2008年9月1日      | 片山右京                   |
| 第21回                | 2007年8月1日      | 2008年6月16日     | トータス松本               |
| 第22回                | 2007年8月29日     |                   | 楳図かずお                 |
| 第23回                | 2007年9月12日     | 2008年5月19日     | 見城徹                     |
| 第24回                | 2007年9月19日     | 2008年4月21日     | 立川志の輔                 |
| 第25回                | 2007年10月17日    | 2008年4月28日     | 姜尚中                     |
| 第26回                | 2007年10月24日    |                   | 筒井康隆                   |
| 第27回                | 2007年10月31日    |                   | しまおまほ                 |
| 第28回                | 2007年11月7日     |                   | 佐野史郎                   |
| 第29回                | 2007年11月14日    | 2009年3月9日      | 荒俣宏                     |
| 第30回                | 2007年11月21日    |                   | ピーター・フランクル       |
| 第31回                | 2007年12月5日     | 2008年4月14日     | 太田光                     |
| 第32回                | 2008年1月9日      | 2009年1月26日     | 鎌田實                     |
| 第33回                | 2008年1月16日     | 2008年6月23日     | 平仲信明                   |
| 第34回                | 2008年1月23日     | 2009年1月12日     | 篠井英介                   |
| 第35回                | 2008年2月6日      | 2008年7月28日     | 湯川れい子                 |
| 第36回                | 2008年2月13日     | 2009年8月3日      | 岩井俊雄                   |
| 第37回                | 2008年2月27日     | 2008年9月22日     | 篠原勝之                   |
| 第38回                | 2008年3月12日     |                   | 藤城清治                   |
| 第39回                | 2008年3月19日     | 2008年6月2日      | 加藤登紀子                 |
| 第40回                | 2008年4月2日      |                   | 斉藤由多加                 |
| 第41回                | 2008年4月9日      | 2009年3月23日     | 山崎バニラ                 |
| 第42回                | 2008年4月16日     | 2008年8月25日     | ジミー大西                 |
| 第43回                | 2008年4月30日     | 2009年3月16日     | マギー司郎                 |
| 第44回                | 2008年5月7日      | 2009年2月16日     | 近藤等則                   |
| 第45回                | 2008年5月14日     | 2008年9月15日     | パンツェッタ・ジローラモ   |
| 第46回                | 2008年5月28日     | 2008年12月15日    | 木の実ナナ                 |
| 第47回                | 2008年6月4日      | 2008年11月24日    | 東貴博                     |
| 第48回                | 2008年6月11日     | 2010年2月22日     | 富野由悠季                 |
| 第49回                | 2008年6月18日     | 2008年8月4日      | 財津一郎                   |
| 第50回                | 2008年7月2日      | 2010年2月15日     | 日比野克彦                 |
| 第51回                | 2008年7月9日      | 2008年12月8日     | 坂井宏行                   |
| 第52回                | 2008年7月16日     | 2009年9月21日     | 戸井十月                   |
| 第53回 （スペシャル） | 2008年9月3日      | 2008年10月6日     | 張本勲                     |
| 第54回                | 2008年9月10日     | 2009年9月7日      | 小林亜星                   |
| 第55回                | 2008年9月17日     | 2008年10月13日    | 川上未映子                 |
| 第56回                | 2008年10月1日     | 2008年11月10日    | 山本寛斎                   |
| 第57回                | 2008年10月15日    | 2009年1月5日      | 武藤政彦                   |
| 第58回                | 2008年10月22日    | 2008年10月27日    | 田中裕二                   |
| 第59回                | 2008年11月5日     | 2008年12月1日     | 宮本亜門                   |
| 第60回                | 2008年11月12日    | 2009年5月4日      | ルー大柴                   |
| 第61回                | 2008年11月19日    | 2009年2月9日      | アニマル浜口               |
| 第62回                | 2008年12月3日     | 2009年12月6日     | 小沢昭一                   |
| 第63回                | 2009年1月7日      | 2009年4月27日     | 小松政夫                   |
| 第64回                | 2009年1月14日     | 2009年4月13日     | ワダ・エミ                 |
| 第65回                | 2009年1月21日     | 2009年3月2日      | 藤原紀香                   |
| 第66回                | 2009年2月4日      | 2009年5月11日     | 押井守                     |
| 第67回                | 2009年2月11日     | 2009年4月20日     | 野口健                     |
| 第68回                | 2009年2月18日     | 2009年4月6日      | 劇団ひとり                 |
| 第69回                | 2009年2月25日     | 2009年5月18日     | 田中義剛                   |
| 第70回                | 2009年4月1日      | 2009年5月25日     | 武田双雲                   |
| 第71回                | 2009年4月8日      | 2009年6月1日      | 辻口博啓                   |
| 第72回                | 2009年4月15日     | 2009年6月8日      | 阿川佐和子                 |
| 第73回                | 2009年4月22日     | 2009年6月22日     | 笹野高史                   |
| 第74回                | 2009年5月13日     | 2009年7月13日     | いっこく堂                 |
| 第75回                | 2009年5月20日     | 2009年7月20日     | 宇梶剛士                   |
| 第76回 （スペシャル） | 2009年6月3日      | 2009年6月15日     | 小澤征爾                   |
| 第77回                | 2009年6月10日     | 2009年6月29日     | 草刈民代                   |
| 第78回                | 2009年6月17日     | 2009年7月27日     | 大鶴義丹                   |
| 第79回                | 2009年7月1日      | 2009年12月14日    | 山村レイコ                 |
| 第80回                | 2009年7月15日     | 2009年10月19日    | 毛利衛                     |
| 第81回                | 2009年7月22日     | 2009年9月14日     | 沢村一樹                   |
| 第82回                | 2009年7月29日     | 2009年9月28日     | あさのあつこ               |
| 第83回                | 2009年9月2日      | 2009年10月5日     | つるの剛士                 |
| 第84回                | 2009年9月9日      | 2009年10月12日    | 立川談春                   |
| 第85回                | 2009年9月16日     | 2009年11月2日     | 種田陽平                   |
| 第86回                | 2009年9月30日     | 2009年11月9日     | 三宅裕司                   |
| 第87回                | 2009年10月7日     | 2009年11月16日    | 菊地成孔                   |
| 第88回                | 2009年10月21日    | 2009年11月23日    | 東儀秀樹                   |
| 第89回                | 2009年10月28日    | 2009年11月30日    | ラサール石井               |
| 第90回                | 2009年11月11日    | 2009年12月21日    | 柳生博                     |
| 第91回                | 2009年11月18日    | 2010年1月11日     | 三浦雄一郎                 |
| 第92回                | 2009年12月2日     | 2010年1月18日     | 古田新太                   |
| 第93回                | 2009年12月16日    | 2010年1月25日     | 松本零士                   |
| 第94回                | 2010年1月6日      | 2010年2月1日      | 藤原新也                   |
| 第95回                | 2010年1月13日     | 2010年2月8日      | 大林素子                   |
| 第96回                | 2010年2月3日      | 2010年3月1日      | 岩代太郎                   |
| 第97回                | 2010年2月10日     | 2010年3月8日      | 安藤忠雄                   |
| 第98回                | 2010年3月3日      | 2010年3月15日     | 平泉成                     |
| 特集                  | 2010年8月9日      | 2010年10月10日    | 高橋ジョージ               |
| 特集                  | 2010年8月10日     | 2010年10月9日     | 桂三枝（現・六代目桂文枝） |
| 特集                  | 2010年8月11日     | 2010年10月10日    | よしもとばなな             |